# مجلة مراجعة القانون الهندي الأمريكي
مراجعة القانون الهندي الأمريكي American Indian Law Review (AILR) هي مراجعة قانونية نصف سنوية يديرها الطلاب وتتبع كلية الحقوق بجامعة أوكلاهوما، تعمل مجلة المراجعة كمنتدى علمي على مستوى الدولة لتحليل التطورات في القضايا القانونية المتعلقة بالأمريكيين الأصليين والشعوب الأصلية في جميع أنحاء العالم. 
تأسست مراجعة القانون الهندي الأمريكي في عام 1973 من قبل الطلاب. يشارك ما يقرب من 50 من طلاب القانون جامعة أوكلاهومافي الجلة كل عام دراسي. 
تقوم المراجعة ايضا توزيع مقالات متعمقة من قبل علماء القانون والمحامين وغيرهم من المراقبين الخبراء. بالإضافة إلى ذلك، تقدم المراجعة التعليقات والملاحظات المكتوبة من قبل أعضاء الطلاب والمحررين حول مجموعة متنوعة من الموضوعات المتعلقة بالقانون الهندي.
يستضيف المجلة في كل فصل ربيع واحدة من أكبر الندوات في البلاد حول قانون الأمريكيين الأصليين ، غالبًا بالشراكة مع قسم دراسات الأمريكيين الأصليين في جامعة أوكلاهوما ورابطة طلاب القانون الأمريكيين الأصليين.
تستضيف المجلة أيضًا مسابقة سنوية لكتابة القانون الأمريكي الهندي لطلاب القانون المسجلين في أي كلية حقوق معتمدة من اتحاد المحامين الأمريكيين في الولايات المتحدة وكندا.  يتم نشر المقالة الحائزة على المركز الأول في المراجعة وتتلقى المشاركات الثلاثة الأولى جوائز نقدية.

## روابط خارجية
- الموقع الرسمي